# 교토 시영 지하철

교토 시영 지하철 로고

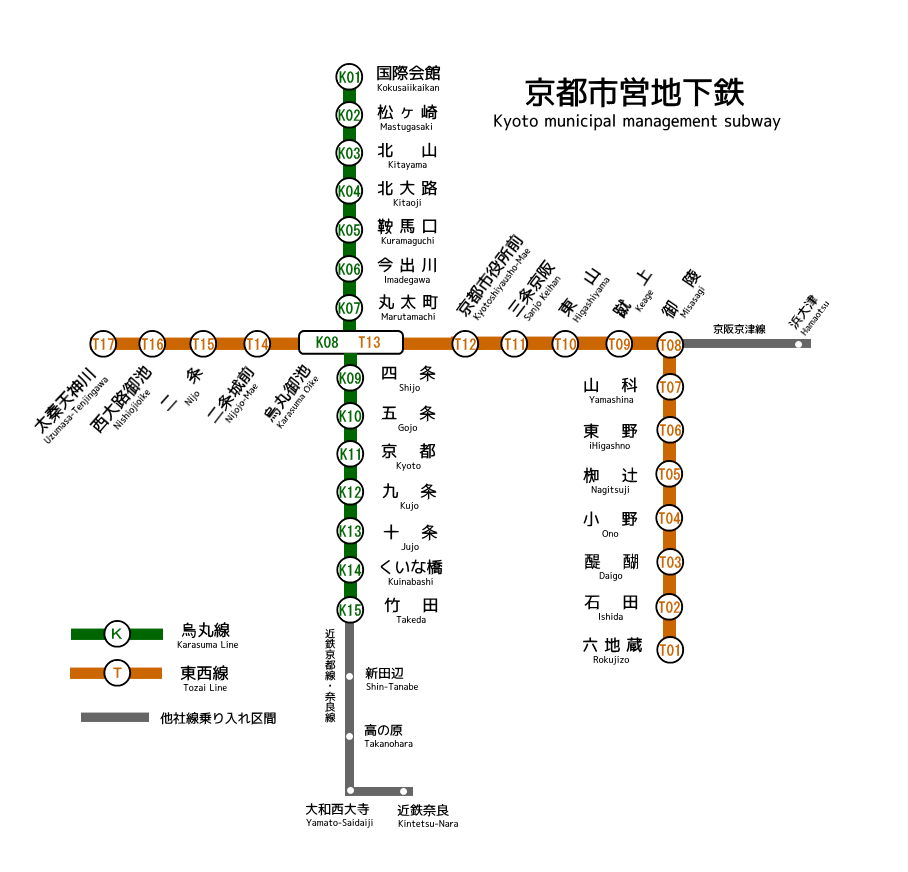
교토 지하철 노선도

교토 시영 지하철(일본어: 京都市営地下鉄 교토시에이치카테쓰[*])는 교토시 교통국에서 운영하는 지하철이다.

## 운영 노선
| 색상 및 심볼 | 색상 및 심볼 | 노선 이름     | 노선 이름  | 표시   | 최초 개통 | 노선 연장 | 거리 km/m | 역수 |
| ------------ | ------------ | ------------- | ---------- | ------ | --------- | --------- | --------- | ---- |
| 녹색         |              | -             | 가라스마선 | K      | 1981년    | 1997년    | 13.7/8.5  | 15   |
| 녹색         | 경유 노선    | 긴테쓰 교토선 | -          | 1988년 | 2000년    | 31.0/19.3 | 22        |      |
| 녹색         | 경유 노선    | 긴테쓰 나라선 | -          | 2000년 | -         | 4.4/2.7   | 3         |      |
| 주홍색       |              | -             | 도자이선   | T      | 1997년    | 2004년    | 8.7/5.4   | 8    |
| 주홍색       | 경유 노선    | 1997년        | 도자이선   | T      | -         | 3.4/2.1   | 4         |      |
| 주홍색       | -            | 1997년        | 도자이선   | T      | 2008년    | 3.0/1.9   | 5         |      |

## 역사
- 1981년 5월 29일 : 가라스마선 기타오지 - 교토역 구간이 개통.
- 1988년
  - 6월 11일 : 가라스마선 교토 - 다케다 구간이 개통.
  - 8월 28일 : 가라스마선, 긴테쓰 교토선 신타나베역까지 상호 직통운전 개시.
- 1990년 10월 24일 : 가라스마선 기타야마 - 기타오지 구간이 개통.
- 1993년 7월 1일 : 자기식 카드 승차권 트래피카쿄 카드 사용 개시.
- 1997년
  - 5월 22일 : 오이케역이 가라스마오이케역으로 변경.
  - 6월 3일 : 가라스마선 국제회관 - 키타야마 구간이 개통.
  - 10월 12일 : 도자이선 다이고 - 니조 구간이 개통. 게이한 게이신선이 미사사기에서 교토시청앞까지 직통운행을 개시.
- 1998년 12월 31일 : 섣달부터 새해 첫 날까지 종일 운행을 개시.
- 2000년
  - 3월 1일 : 스룻토 간사이가 대응이 되는 카드 사용 개시.
  - 3월 15일 : 가라스마선 국제회관 - 긴테쓰 나라선 간 직통운전 개시 및 급행열차 운행 개시.
- 2004년 11월 26일 : 도자이선 로쿠지조 - 다이고 구간이 개통. 지하철이 교토 시외인 우지시까지 연장. 역 넘버링 도입.
- 2007년 4월 1일 : 선·후불형 교통카드 PiTaPa 사용 개시. (직통운행 중인 긴키 닛폰 철도, 게이한 전기철도 오쓰선도 동시 사용 개시)
- 2008년 1월 16일 : 도자이선 니조 - 우즈마사텐진가와 구간이 개통. 케이한 케이신 선의 직통 운행 구간을 우즈마사텐진가와 역까지 연장.
- 2010년 3월 19일 : 긴테쓰 시간표 개정과 함께 가라스마선과 도자이선의 21시, 22시대의 운행횟수가 증편, 가라스마오이케역에서의 환승시간의 균등화 등의 시간표 개정을 실시. 도자이 선 구간에 직통운행을 하는 게이한 게이신선도 시간표가 일부 개정되었다. 또한 가라스마오이케역에서의 가라스마선, 도자이선 막차의 양방향 동시 출발 작전을 교통국에서는 공식적 이름을 '신데렐라 크로스'라고 지었다.
- 2013년
  - 3월 23일 : 지하철 전 노선에 교통카드 전국 상호 이용 개시. 당시 교통카드 충전은 1000엔 단위였다.
  - 9월 16일 : 태풍 18호의 영향으로 도자이선 미사사기역이 침수되어 영업을 중단하였다.
- 2014년 12월 20일 : 가라스마오이케역의 가라스마선 승강장에 스크린도어 가동을 개시. (2015년에는 시조역, 교토역에도 설치되었다)
- 2015년 10월 2일 : 가라스마선, 도자이선에 연말연시 및 오봉 기간을 제외한 매주 금요일에 한하여 막차시간이 30분 연장되었다. '코토킨 라이너'라는 이름으로 운행을 개시하였으며 가라스마오이케역에서 '신데렐라 크로스'도 실시.
- 2017년 4월 1일 : 지하철에서 ICOCA, ICOCA 정기권 발매 및 교통카드로의 버스, 지하철의 환승할인을 개시하였다. (시영 버스도 동시에 발매, 버스와 버스 간의 환승할인도 개시) 동시에 승차권 발매기와 정산기의 갱신으로 교통카드가 10엔 단위로도 충전이 가능하게 되었다. (도쿄메트로에 이어 전국에서 2번째)

## 같이 보기
- 지하철 목록